# World Fuel Services
World Fuel Services Corporation — американская компания, занимающаяся оптовой торговлей нефтепродуктами, крупный поставщик топлива для авиации и морских судов. Штаб-квартира компании расположена в Майами, штат Флорида.
В списке крупнейших компаний мира Forbes Global 2000 за 2022 год заняла 1640-е место (362-е по размеру выручки).

## История
Компания была основана в июле 1984 года под названием International Recovery Corp., она первоначально занималась переработкой использованного машинного масла. В 1986 года вышла на рынок авиационного топлива, купив компанию Advance Petroleum. В 1989 году была куплена ещё одна компания в этой сфере, JCo Energy Partners. В 1995 году произошло слияние с Trans-Tec Services, компанией по снабжению топливом морских судов, основанная в 1985 году; объединённая компания была названа World Fuel Services.

## Деятельность
Основные подразделения по состоянию на 2021 год:
- Авиация — снабжение авиационным топливом авиакомпаний, государственного, военного и корпоративного авиатранспорта; выручка 12,8 млрд долларов.
- Наземный транспорт — оптовая торговля нефтепродуктами, пропаном и природным газом, смазочными материалами; выручка 10,4 млрд долларов.
- Морской транспорт — снабжение горюче-смазочными материалами морских судов; выручка 8,1 млрд долларов.

Выручка за 2021 год составила 31,3 млрд долларов, её распределение по регионам деятельности:
- США — 16,7 млрд долларов;
- Европа, Ближний Восток и Африка — 6,7 млрд долларов;
- Азиатско-Тихоокеанский регион — 4,6 млрд долларов;
- Америка, исключая США — 3,3 млрд долларов.